# Nandivardana
Nandivardana era o filho e sucessor de Calaxoca, o segundo rei da dinastia de Xixunaga que governou o Reino de Mágada. De acordo com a tradição do Maabodivança, governou conjuntamente com nove irmãos, cujos nomes eram Badrassena, Corandavarna, Mangura, Sarvanja, Jalica, Ubaca, Sanjaia, Coravia, e Panchamaca. listas extraídas dos Puranas, contudo, só seu nome consta como sucessor de Calaxoca. Teve um filho chamado Maanandim, que o sucedeu.